# Phyllotreta striolata
Phyllotreta striolata ( tiếng việt : bọ nhảy sọc cong ) là một loài bọ cánh cứng trong họ Chrysomelidae . Loài này được Fabricius miêu tả khoa học vào năm 1803.

## Đặc điểm
Con trưởng thành : có hình bầu dục, dài từ 2 đến 2,5 mm, cánh cứng, có màu đen bóng, giữa có một vạch màu vàng nhạt, cong hình củ lạc. 